# نيتسا مونفيراتو
نيتسا مونفيراتو (بالإيطالية: Nizza Monferrato)‏ هي بلدة وبلدية في مقاطعة أستي في إقليم بييمونتي في جنوب إيطاليا.

## السكان
في سنة 1861 بلغ عدد السكان 5٬466 نسمة، وتطور العدد ليصل في سنة 2011 لـ 10٬372 نسمة.
يظهر هذا المخطط البياني تطور النمو السكاني لـ نيتسا مونفيراتو

## توأمة
لنيتسا مونفيراتو اتفاقيات توأمة مع:
- سافينيانو سول روبيكوني

## أعلام
- إيزابيلا ريفا